# Lorna Vinden
 Lorna Vinden Anderson (* 1931 in Nanaimo, British Columbia, Kanada; † 9. Juni 2008 ebenda) war eine kanadische Rollstuhlsportlerin, die 1968 an den III. Paralympics teilnahm.

## Leben und Werk
Vinden wurde als Lorna Margaret Skidmore als Tochter von Henry Hearst Skidmore und Elizabeth Margaret McDonald Skidmore geboren. 1950 heiratete sie J. Keith Vinden. 1951 erkrankte sie an Kinderlähmung und überlebte mit Querschnittlähmung. Mit ihrem zweiten Ehemann Ian Anderson bekam sie 1953 und 1954 zwei Söhne.
Vinden war als Kind bereits Turnerin und nach 16 Jahren im Rollstuhl wurde sie Rollstuhlsportlerin. 1967 erhielt sie sechs Goldmedaillen und zwei Silbermedaillen bei den Pan American Paraplegic Games in Winnipeg  und 1969 war sie Mitglied der kanadischen Nationalmannschaft bei den 2. Pan American Wheelchair Games in Buenos Aires. 1968 nahm sie an den Paralympics in Tel Aviv in den Disziplinen Fünfkampf, Leichtathletik, Bogenschießen und Schwimmen teil.
Vinden gehörte dem kanadischen Rollstuhlsportverband an und war Exekutivsekretärin des Büros der Rehabilitation Foundation of British Columbia auf Vancouver Island. Sie arbeitete auch für die Public Service Commission in Victoria und fand Arbeitsstellen für Menschen mit körperlicher Beeinträchtigung. Sie arbeitete ehrenamtlich bei der Kinsmen Rehabilitation Foundation in Vancouver und beim Lions Club Easter Seal-Programm.
Vinden war Mitglied der Canadian Paraplegics Association und im Vorstand der Multiple Sklerose Society.